# 大韓民国文化芸能大賞
大韓民国文化芸能大賞（だいかんみんこくぶんかげいのうたいしょう、ハングル: 대한민국 문화연예대상、英語: Korea Culture & Entertainment Awards）は、韓国芸能情報新聞が主催する文化・芸能・芸術家を対象とした韓国最大の総合芸術賞である。1992年に制定されており、韓国文化・芸術の質的向上と文化コンテンツの振興・発展を支援することを目的とする。制定当時から2007年まで、「韓国最高人気芸能大賞」という名前を使用したが、2008年第16回から「大韓民国文化芸能大賞」に名前を変えた。

## 審査及び授賞
一年間、活動した文化・芸能・芸術家を対象にしてインターネットユーザーの投票と、文化・芸能専門家の意見を総合して候補者を選定する。その後、大韓民国文化芸能大賞執行委員会が推薦した審査委員会で審査し、最終受賞者を決める。映画、ドラマなど芸術分野5個の大賞、20個の部門賞及び、各分野に10個の部門賞など合計70人が授賞する。

## 歴代受賞者

### 1999年 第7回 受賞者
- ハン・ソッキュ、チェ・スジョン、ユ・スンジュン

### 2000年 第8回 受賞者
- イ・ビョンホン、チョ・ソンモ

### 2001年 第9回 受賞者
- 神話、S.E.S.

### 2002年 第10回 受賞者
- チェ・ジウ、PSY

### 2003年 第11回 受賞者
- チョン・ジュノ、キム・ユンジン、ソル・ウンド

### 2004年 第12回 受賞者
- ピ、Baby V.O.X、キム・ヘス

### 2005年 第13回 受賞者
- チョ・ビョンギュ、ソン・ビョルイ、SUPER JUNIOR、SS501

### 2006年 第14回 受賞者
- ナヨン(TWICE)、ジミン、アイドリング!!!、SeeYa

### 2007年 第15回 受賞者
- バン・ギムン、SUPER JUNIOR

### 2008年 第16回 受賞者
- キム・ゴンモ、パク・ヘイル

### 2009年 第17回 受賞者
- ソン・スンホン、ソル・ギョング、スエ

### 2010年 第18回 受賞者
- MBLAQ、Girl's Day、リュ・シウォン、少女時代

### 2011年 第19回 受賞者
- 少女時代、ムン・チェウォン、ソ・ジソプ

### 2012年 第20回 受賞者
- キム・ユンソク、ソン・ジュンギ、Apink 、キム・ジュニョン

### 2013年 第21回 受賞者
- イ・ジョンソク、CRAYON POP、オム・ジョンファ

### 2014年 第22回 受賞者
- 韓流大賞：JYJ
- KPOP大賞：EXO
- ギャグ大賞：イ・ グクジュ
- 映画俳優大賞：ソル・ギョング
- 歌手大賞：チョ・ハンジョ
- 成人歌手大賞：クム・ジャンディ
- KPOP10代歌手賞：フィソン、Ailee、ソン・スンヨン、SunnyHill、U-KISS、Boys Republic、VIX、Rose Motel、San E、BIGSTAR
- 最優秀演技賞：コン・ユ、ムン・ジョンヒ、チョン・マンシク、パク・ボヨン
- MC大賞：チョン・ヒョンム
- CFスター賞：キム・ボソン

### 2015年 第23回 受賞者
- KPOP歌手賞：4minute、Ailee、Apink 、ホ・ガク、Jessi、Bigflo、Lovelyz
- ミュージカル最優秀賞：アン・ジェウク、ソニア
- 最優秀演技賞：キム・ジェウォン、キム・ヒョンジュ、ヤン・トンイル、コン・ヒョジン
- 優秀演技賞：リュ・スンス、チェ・ユニョン、シン・ソンロク、チョン・ウンジ
- ドラマ賞：ソン・ジョンハク
- MC優秀賞：キム・タエホウ
- 最優秀ギャグ賞：チョ・ユンホ、キム・ヨンヒ
- 優秀ギャグ賞：イ・サンホ、イ・サンミン、チョン・ジュリ

### 2016年 第24回 受賞者
- 女性最優秀演技賞：チン・セヨン
- ドラマ特別賞：イ・ハヌィ
- 演技新人賞：ユ・プリプ
- 映画男優新人賞：クォン・スヒョン
- ミュージカル女性最優秀賞：ホン・ジミン
- 芸能スター賞：キム・ジウサン、カン・イェビン
- ギャグ女性優秀賞：オ・ナミ
- KPOP歌手賞：ヘイス
- KPOP新人賞：ウリア
- 海外スター賞：Totyanna Rae
- モデル賞：チェ・ヨンス

### 2017年 第25回 受賞者
- 芸能部門：パク・スホン、ソ・ジャンフン、キム・ジミン、キム・シニョン、ジャング・サングホウ、キム・ソヒ、チャン・ドユン
- 映画部門：イ・ギョンヨン、イ・ジョンヒョン、キム・ジョンギュン、オ・ナラ、シン・ソンフン、ホン・ジョンホ、コウォン
- ドラマ部門：イ・ピルモ、イ・ソヨン、カン・ギョンジュン、チャン・シニョン、チェ・ソンジェ、ハン・ボルム、キム・ビョンジュン
- KPOP歌手賞：ユン・ジョンシン、Bolbbalgan4、gugudan、シン・スラン、APRIL、MOMOLAND、ハン・ドングン、Sleepy、B.A.P、NCT、ASTRO、JBJ、BF、LIVE HIGH
- KPOP新人賞：The EastLight.、Bursters、BLANC7、P.O.P、D.I.P
- 海外歌手賞：宇野文子

### 2018年 第26回 受賞者
- KPOP歌手賞：Weki Meki、PENTAGON、LABOUM、APRIL、Golden Child、SHAUN、チャンドクチョル、Bursters
- KPOP新人賞：LIPBUBBLE、HEYGIRLS、14U
- KPOP海外人気賞：D.I.P
- ドラマ大賞：イ・ユリ
- ドラマ最優秀演技賞：チョ・ヒョンジェ、イム・スヒャン
- ドラマ優秀演技賞：ハン・サンジン、イ・ジョンウン
- ドラマ賞：キム・ナムヒ
- ドラマ新人賞：Jun、モー・スービン、ヤン・ヘジ
- 芸能大賞：キム・ジュノ
- 芸能最優秀賞：パク・ソングァン、ホン・ユンファ
- 芸能賞：クォン・ヒョクス、ハム・ソウォン
- 芸能新人賞：great library、yumcast
- 映画最優秀演技賞：イ・ボムス、ムン・ソリ
- 映画優秀演技賞：ホ・ソンテ、ハ・ジュヒ
- 映画最優秀賞：キ・ジュボン
- 映画賞：オ・デファン、オ・ユノン
- 映画新人賞：ユ・テオ、ハン・ソヨン
- YouTube大賞：Mingggo、一般的な兄妹、ボギョム

### 2019年 第27回 受賞者
- 文化芸能大賞：イ・スンジェ
- ドラマ大賞：キム・ヘスク
- ドラマ最優秀演技賞：イ・サンヨプ、ユン・ソイ
- ドラマ優秀演技賞：シム・ヒョンタク、キム・ヘユン
- ドラマ新人賞：チャン・ヘソン、イ・ソンイ
- 映画大賞：The Battle: Roar to Victory
- 映画作品賞：はちどり
- 映画監督賞：ウォン・シニョン
- 映画最優秀演技賞：パク・ソンウン、キム・ヒャンギ
- 映画優秀演技賞：オ・デファン、ファン・ソクチョン
- 映画賞：チャン・ジゴン
- 映画新人賞：キム・ソンチョル
- 芸能大賞：恋愛の味
- 芸能最優秀賞：ムン・セユン、ホン・ヒョンヒ
- 芸能新人賞：キム・ヨンミョン、tzuyang
- KPOP歌手賞：キム・ナヨン、LABOUM、Punch、公園少女、Ladies' Code、IZ、The Voice、Monday Kiz、ONF
- 新人子役賞：ソン・ジオ、イ・テゴン、チェ・スヒョン
- KPOP新人賞：D-CRUNCH、W24、Dream I One
- トロット新人賞：ノ・ジフン

### 2020年 第28回 受賞者
- 文化芸能大賞：ホン・ウニ、チョン・ヘビン
- YouTube大賞：ホポップ、THE SOY、ユムデン
- K-pop(KPOP大賞)：TWICE、GFRIEND、 BLACKPINK